# Винтер, Марджи
Марджи Винтер (родилась 20 февраля 2002 года) — микронезийская пловчиха.
В 2018 году она участвовала в соревнованиях на дистанциях 50 метров баттерфляем и 50 метров вольным стилем среди девушек на летних юношеских Олимпийских играх в Буэнос-Айресе, Аргентина. В обоих соревнованиях она не вышла в полуфинал.
Она представляла Федеративные Штаты Микронезии на чемпионате мира по водным видам спорта 2019 года, проходившем в Кванджу, Южная Корея. Она участвовала в соревнованиях на дистанциях 50 метров вольным стилем среди женщин и 100 метров вольным стилем среди женщин. В обоих соревнованиях она не вышла в полуфинал. Она также участвовала в смешанной эстафете 4 × 100 метров вольным стилем и смешанной эстафете 4 × 100 метров комбинированном стиле.